# KICJ
Koordinaten: 41° 40′ 5″ N, 93° 19′ 43″ W
| KICJ |

KICJ ist ein Hörfunksender aus Des Moines im US-Bundesstaat Iowa. Die Station versorgt die Des Moines Area mit dem Klassik-Programm des Iowa Public Radio. KICJ ist für 1 kW (ERP) auf UKW 88,9 MHz lizenziert. Der Sender gehört der University of Northern Iowa und überträgt ausschließlich klassische Musik.